# Траузелла
Траузелла (італ. Trausella, п'єм. Trausela) — муніципалітет в Італії, у регіоні П'ємонт,  метрополійне місто Турин.
Траузелла розташована на відстані близько 550 км на північний захід від Рима, 50 км на північ від Турина.
Населення — 119 осіб (2014).

## Демографія
Населення за роками:

Станом на 31 грудня 2014 року в муніципалітеті офіційно проживали 4 іноземці з 2 країн, серед них 4 громадяни країн Євросоюзу.

## Сусідні муніципалітети
- Аліче-Суперіоре
- Броссо
- Кастелламонте
- Доннас
- Кастельнуово-Нігра
- Меульяно
- Куїнчинетто
- Руельйо
- Траверселла
- Віко-Канавезе